# 헨리 하워드 홈스
헨리 하워드 홈스(본명은 허먼 웹스터 머젯, 영어: Henry Howard Holmes, 1860년 5월 16일 ~ 1896년 5월 7일)은 미국에서 기록된 최초의 연쇄 살인범 가운데 한 명이다.

## 생애
아버지는 평소에 폭력을 자주 행하였고 학교에서는 친구들이 해골을 뿌리는 등의 괴롭힘을 당하였고 이를 계기로 해부학에 관심을 갖게 되었다. 그로인해 의사까지 승진이 되었으나 사기꾼으로 활동했다. 그는 사기로 번 돈으로 1893년 시카고 엑스포를 위해 캐슬 호텔이라는 그럴듯한 호텔을 지었다. 이 호텔은 완전한 방음벽으로 어떤 소리도 새어나가지 않으며 객실들을 연결하는 비밀출구, 시체를 자동으로 암매장하는 기계를 갖춘 무시무시한 곳이었다.
그는 호텔 투숙객들에게 접근한 뒤 밀실로 끌고 와 온갖 보험 서류에 서명하게 한 뒤 가스실에서 살해시키고 시체는 해부용 시체로 팔았다. 그러다가 1895년 9월 19일, 캐슬 호텔에 불이 나 호텔 건물이 타 버렸는데, 소방관들이 호텔 지하에 암매장되어 있던 수백 구의 시체를 찾아냈다.
27건의 살인과 9건의 살인미수를 자백해 1896년 교수형된 그는 사형 집행관의 실수로 교수대가 고장나 목이 제대로 조여지지 않았기 때문에 15분 동안 천천히 고통스럽게 죽어갔다. 피해자들과 가족의 복수를 두려워한 그는 시멘트로 채워진 관에 묻혀지는 것을 요청했고, 요청은 수리되었다.